# Pau Viciano Navarro
Pau Viciano Navarro (Castellón de la Plana, 1963) es un historiador español.

## Biografía
Doctor en historia medieval por la Universidad de Valencia desde 1989 y miembro del consejo de redacción de la revista L'Espill. Se ha especializado en el estudio de la fiscalidad real, la fiscalidad y las finanzas municipales, y la oligarquía urbana dirigente de la villa de Castellón de la Plana entre los siglos XIV y XV.

## Premios
- 1995 gana el Premio Joan Fuster de Ensayo.
- 2003 gana el Premio Llorer de ensayo por su obra Des de temps immemorial, del mismo año.

## Obras
- Catarroja: una senyoria de l'Horta de Valencia... tardomedieval. Ed.Ayuntamiento de Catarroja. ISBN 84-86787-53-X.
- La temptació de la memòria. Ed. Tres i Quatre, 1995. ISBN 84-7502-488-2.
- Poder municipal i grup dirigent local al Pais Valencià: la vila de Castelló de la Plana (1375-1500). Ed. Universidad de Valencia, 1997. ISBN 84-370-2847-7.
- L'edat mitjana en la crónica de Gaspar Escolano. Ed.Recerques, 2000.
- Els cofres del rei. Rendes i gestors de la batllia de Castelló (1366-1500). Ed.Afers, 2000. ISBN 84-86574-85-4.
- Sobre la nació de Fuster.: Revisions intel.lectuals i actituds polítiques. Ed.Afers, 2002.
- Des de temps immemorials. Ed. Tàndem, 2003. ISBN 84-8131-451-X.
- Pierre Vilar i el País Valencià: un apunt provisional Ed. L'Espill (revista), 2004.
- El regne perdut. Quatre historiadors a la recerca de la identitat valenciana. Ed. Afers, 2005. ISBN 84-95916-43-6.
- Senyors, camperols i mercaders. Ed. Afers, 2007. ISBN 84-95916-78-9.
- Barres i corones. La bandera de la ciutat de València (segles XIV-XIX). Ed. Afers, 2008. ISBN 978-84-95916-99-0

- Datos: Q9057000